# 维勒诺瓦
维勒诺瓦（英語：Villenova）是位于美国纽约州肖托夸县的一个镇，地处肖托夸县东部、敦刻尔克东南。2010年美国人口普查时，该镇有1110人。最初的定居者于1809年左右到达这里。1823年，维勒诺瓦镇从汉诺威镇分出，正式建立。